# Туат
Туат (др.‑ирл. túath, мн.ч. туата, túatha) — древнеирландское слово, обычно переводящееся как «народ, племя, нация». «Túath» относилось как к территории, которую контролировал некоторый народ, так и к самому народу, который на этой территории обитал.
В древней Ирландии семьёй считалось поселение родственников, насчитывающее до тридцати человек. Территория, занимаемая сотней семей или примерно тремя тысячами человек, называлась trícha cét («тридцать сотен»), первоначально — военный термин, обозначавший отряд из трех тысяч человек. Некоторые комментаторы полагают, что эта древняя традиция — одного происхождения с римским легионом, в своей древнейшей форме также состоявшем из трех тысяч человек. Туат состоял из нескольких союзных tríca céta и потому насчитывал минимум шесть тысяч человек. По некоторым данным, в туате было не меньше девяти тысяч человек.

## Социальная организация
Организация туата в большой степени регулировалось Брегонским законом, ирландским правом, известном также как Fénechas, записанным в VII веке. Основой социальной структуры древней Ирландии был fine (мн.ч. finte), или семейная родственная группа. Все finte, происходящие от общего предка в четвертом поколении, составляли социальную единицу dearbhfine (мн.ч. dearbhfhinte). Эти dearbhfhinte и составляли основу туата. Туаты обычно описывались как мелкие королевства или кланы, которыми управлял король (rí), связанным узами верности с верховным королём (ruiri), а тот, в свою очередь, с «королём верховных королей» (rí ruirech), однако это не совсем точно. Из-за сложной и постоянно меняющейся политической природы древней Ирландии туата варьировались от независимых автономных «королевств» до государств, состоящих из гораздо большего количества независимых королевств, таких, как Коннахт или Улад, и, таким образом, описание туата в социополитической структуре Ирландии сильно зависит от эры, во время которой он существовал. «Книга Прав» XI века перечисляет 97 туата.

## Исторические примеры
- Эоганахта — туат, произошедший от Эогана Мора.
- Уи Нейллы — туат, произошедший от Ньяля Нойгиаллаха.
- Осрайге — туат, который в христианскую эру стал королевством под тем же именем.
- Дал Риада — туат, ставший конфедерацией туата, обосновавшийся в конечном счете в Альбе, создав современный народ шотландцев.